# سوریس، منیتوبا
سوریس، منیوبا (به انگلیسی: Souris, Manitoba) یک منطقهٔ مسکونی در کانادا است که در منیوبا واقع شده‌است. سوریس ۲٫۲۷ کیلومتر مربع مساحت و ۱٬۸۷۶ نفر جمعیت دارد و ۴۵۰ متر بالاتر از سطح دریا واقع شده‌است.